# Hadrotettix scotodes
Hadrotettix scotodes är en insektsart som beskrevs av Otte, D. 1984. Hadrotettix scotodes ingår i släktet Hadrotettix och familjen gräshoppor. Inga underarter finns listade i Catalogue of Life.